# 글렌 셰딕스
글렌 섀딕스(Glenn Shadix, 1952년 4월 15일 ~ 2010년 9월 7일)는 미국의 배우, 희극인이다.

## 출연 작품

### 영화
- 데몰리션 맨 (1993) - 봅 역
- 내 이름은 던스턴 (1996)
- 고어 비달의 칼리귤라의 리메이크 예고편 (2005) - 클라우디우스 역